# Gregory La Cava
Gregory La Cava (Towanda, Pensilvania, 10 de marzo de 1892 - Los Ángeles, California, 1 de marzo de 1952) fue un director de cine estadounidense muy popular por las películas que filmó en la década de 1930, si bien en sus comienzos trabajó como animador. Fue nominado dos veces a los premios Óscar al mejor director: en el año 1936 por My Man Godfrey y en el año 1937 por Damas del teatro.

## Filmografía

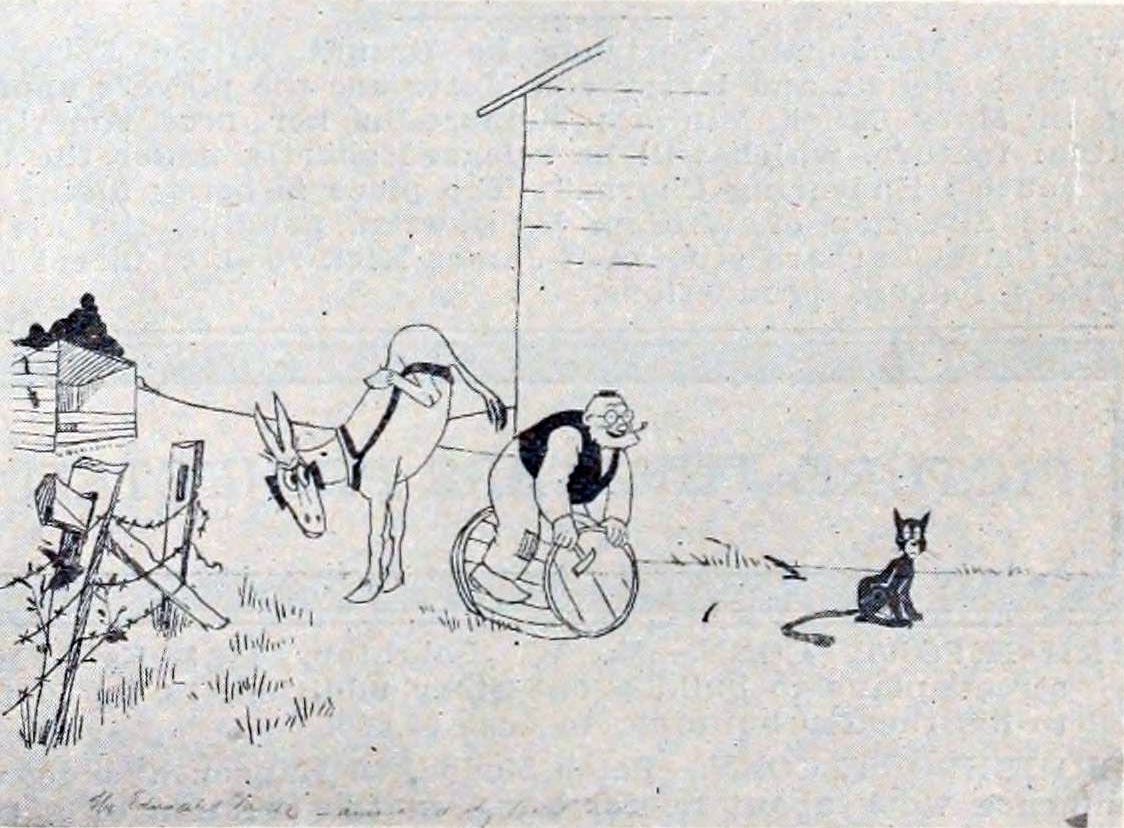
Maud the Educated Mule (1916)

| - One Touch of Venus (Venus era mujer, 1948) - no acreditado - Living in a Big Way (1947) - Lady in a Jam (Una dama en apuros, 1942) - Unfinished Business (Ansia de amor, 1941) - Primrose Path (1940) - 5th Avenue Girl (La muchacha de la 5ª Avenida, 1939) - Damas del teatro (1937) - My Man Godfrey (Al servicio de las damas(1936) - She Married Her Boss (Sucedió una vez, 1935) - Private Worlds (Mundos privados, 1935) - What Every Woman Knows (1934) - El burlador de Florencia (The Affairs of Cellini) (1934) - Gallant Lady (Toda una mujer, 1933) - Bed of Roses (1933) - Gabriel Over the White House (El despertar de una nación) (1933) - The Half Naked Truth (1932) - The Age of Consent (1932) - Symphony of Six Million (La melodía de la vida, 1932) - Smart Woman (Astucia de mujer, 1931) | - Laugh and Get Rich (Risa y dinero, 1931) - His First Command (1929) - Big News (1929) - Saturday's Children (Cariño de hermana, 1929) - Feel My Pulse (1928) - Half a Bride (Solos en una isla, 1928) - The Gay Defender (Joaquín Murrieta, 1927) - Running Wild (Loco de atar / A toda máquina, 1927) - Paradise for Two (Paraíso para dos, 1927) - So's Your Old Man (1926) - Say It Again (1926) - Let's Get Married (1926) - Womanhandled (Juguete de las mujeres, 1925) - The New School Teacher (1924) - Restless Wives (1924) - The Life of Reilly (1923) - Beware of the Dog (1923) - His Nibs (1921) |

## Premios y distinciones
Premios Óscar
| Año  | Categoría      | Película                 | Resultado |
| ---- | -------------- | ------------------------ | --------- |
| 1937 | Mejor Director | Al servicio de las damas | Nominado  |
| 1938 | Mejor director | Damas del teatro         | Nominado  |